# Audiograma

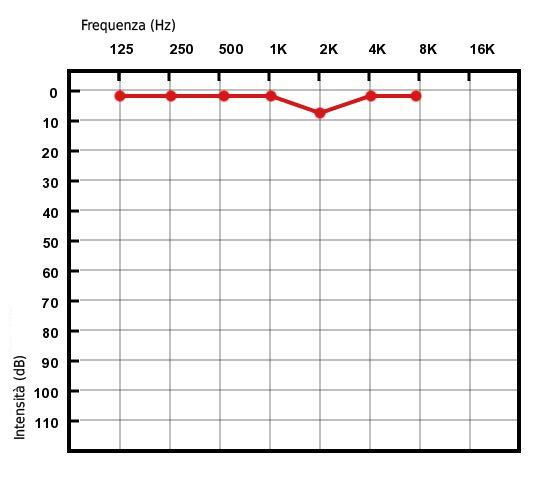
Audiograma d'una persona sana

Un audiograma és un registre gràfic, obtingut mitjançant un audiòmetre, que indica el llindar d'audició o camp d'audibilitat d'un individu a unes certes freqüències, la qual cosa permet de determinar l'agudesa auditiva d'un individu i les disminucions d'aquesta agudesa davant freqüències greus i agudes o bé les disminucions globals de l'agudesa, i de mesurar el grau i l'etiologia de la sordesa.

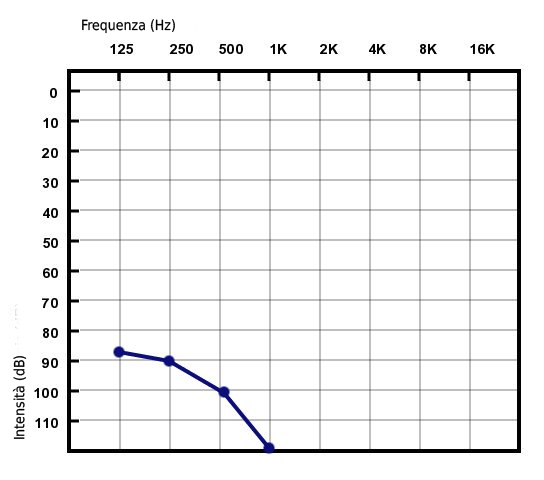
Audiograma d'una persona amb sordesa

Fou el 1922 en el que Harvey Fletcher i Robert Wegel, investigadors de la Western Electric Co. dels Estats Units, realitzaren el primer audiograma i que és l'actualment emprat: a les abscisses es representen les freqüències en Hz emeses per l'audiòmetre a intervals d'una octava, des de 125 a 10 000 Hz, i en les ordenades les intensitats com a pèrdua de l'audició en decibels, de 0 a 120 dB. Wegel fou també qui determinà els llindars normals d'audició i dolor.